# Broncho Billy and the Bandits
Broncho Billy and the Bandits è un cortometraggio muto del 1912 scritto, diretto, prodotto e interpretato da Gilbert M. 'Broncho Billy' Anderson

## Produzione
Il film fu prodotto dalla Essanay Film Manufacturing Company. Venne girato a Lakeside, California.

## Distribuzione
Distribuito dalla General Film Company, il film - un cortometraggio in una bobina - uscì nelle sale cinematografiche statunitensi il 4 maggio 1912.